# Mary Corleone
Mary Corleone (ur. 1953, zm. 1980) – postać fikcyjna z serii Ojciec chrzestny. Była córką Michaela Corleone i Kay Adams, zginęła w zamachu na swojego ojca. W ekranizacji powieści w postać tę wcieliła się Sofia Coppola, córka reżysera filmu Francisa Forda Coppoli. W powieści jako postać drugoplanowa nie ma znaczenia, podobnie w pierwszych dwóch filmach serii.
W trzeciej części filmowej trylogii była już dorosłą kobietą. Mimo zakazu ojca była kochanką Vincenta Manciniego, swojego brata stryjecznego. Jednak gdy Vincent został nowym donem Corleone, musiał zerwać z nią stosunki.
Szczególnie kochała swojego ojca. Reprezentowała jego fundację dla biednych dzieci i odnowy Sycylii. Dorastała u boku matki, gdyż Michael po rozwodzie z Kay oddał jej dzieci pod opiekę.